# Notti e nebbie (romanzo)
Notti e nebbie è un romanzo di Carlo Castellaneta uscito nel 1975 per i tipi di Arnoldo Mondadori Editore. Racconta le vicissitudini di Bruno Spada, commissario di polizia a Milano negli anni della Repubblica Sociale Italiana e della Resistenza. Spada svolge i suoi compiti di polizia politica, controllo della fedeltà dei dirigenti e repressione delle attività antifasciste, durante l'ultimo periodo della guerra civile. È il primo dei romanzi italiani che hanno raccontato dalla parte del Fascismo repubblicano, il tragico periodo di Salò e della Resistenza. La chiave di lettura è un melodramma noir, filtrato con un gusto quasi viscontiano per il senso di putrefazione morale e corruzione fisica.

## Trama
Il romanzo è ambientato nell'inverno del 1944-45 a Milano, negli ultimi mesi della guerra, con uno sguardo dalla parte dei vinti. Milano è occupata dai nazisti ed i fascisti si stanno riorganizzando nella Repubblica di Salò: la città è sotto il tallone dalle truppe tedesche e repubblichine, mentre gli alleati risalgono la penisola con esasperante lentezza. Protagonista il capo della polizia politica della Repubblica Sociale Italiana, che guarda il mondo con un occhio impietoso, non piegato dal cinismo e dalle bassezze che lo circondano.
La città è martoriata dai bombardamenti, controllata da tedeschi sempre più rabbiosi e da un numero imprecisato di polizie fasciste, mentre la presenza dei partigiani cresce ogni giorno. Regnano fame, gelo e paura. Il commissario di polizia Bruno Spada è un freddo e autoritario burocrate che persegue con coerenza il suo dovere di tutore dell'ordine costituito. Egli è interamente dedito al suo lavoro, fascista, convinto di fare il proprio dovere, esegue gli ordini, anche se ciò lo porta a calpestare i diritti di tutti. Parallelamente alla violenza politica, Spada esercita sulle donne con cui ha molteplici relazioni, una violenza sessuale che caratterizza tutti i suoi rapporti extraconiugali. Con la moglie e in famiglia al contrario è mansueto e si presta ad adempiere le funzioni e i riti della piccola borghesia che lo circonda.
Spada si avvale di una rete d'informatori, costituita prevalentemente da prostitute e delinquenti. È sospettoso e determinato, usa le persone e teme di esserne a sua volta usato. Impartisce lezioni di educazione civica a base di stupri e torture. Il suo approccio nei confronti della violenza non è puramente formale, vi partecipa con trasporto e stenta a non farsi prendere la mano dalla volontà di distruzione, che spesso sembra travolgerlo. Le sue relazioni con Magda, l'unica donna che riesce a dominarlo, sono percorse da continui fremiti di ribellione e lunghi momenti di passione incontrollata.
Spada è convinto che il Fascismo abbia tentato di ridare all'Italia la grandezza dei suoi avi, ma che questo disegno generoso sia stato tradito da uomini incapaci e moralmente corrotti.
Intorno a lui si disgrega un mondo di certezze e gerarchie, mentre ne sorge un altro completamente sregolato e imprevedibile.
Alti funzionari e mercanti, avidi e infidi, sentono l'avvicinarsi della disfatta e perdono ogni ritegno nell'arraffare quello che possono, in un crescendo di sopraffazioni senza più vergogna. Sono pronti a cambiare bandiera, Spada si rende conto di essere sempre più solo: le stesse promozioni che gli vengono proposte acuiscono il suo isolamento, in un crescendo di terrore. Il nuovo incarico gli lascia le mani libere e lo svincola dalla burocrazia del Regime: deve smantellare la rete clandestina della resistenza antifascista e controllare la fedeltà dei quadri della Repubblica Sociale.
Invece che abbandonarsi allo sconforto, diventa sempre più spietato, partecipando come in un incubo alle peggiori atrocità della guerra civile, senza lasciarsi però contagiare dal generale clima di immoralità e sbandamento. Gli eventi precipitano, Milano viene liberata, i partigiani dilagano per la città e gli scontri si susseguono casa per casa. Spada si barrica in una stanza con Magda. Qui affronterà i partigiani e la sua personale disfatta. Salverà la vita perché giudicato forse utile al nuovo ordine costituito .
Ben diverso dall'adattamento televisivo, che finisce con la fucilazione , prima finta e poi reale , del protagonista (Umberto Orsini), tra rimorsi e desiderio di catarsi.

## Adattamento televisivo
Nel 1984 il romanzo è stato adattato dallo stesso autore, che ha co-sceneggiato una miniserie televisiva diretta da Marco Tullio Giordana, prodotta e trasmessa da Rai 2.

### Differenze rispetto al libro
Nello sceneggiato il protagonista muore e si pente dei propri crimini. Da tempo maturava un profondo disgusto per l'operato dei nazifascisti e, dopo aver visto in un lago di sangue i cadaveri dei torturatori della Banda Koch, capisce che il suo destino è segnato. Come se volesse concludere con un bel gesto la sua sciagurata avventura, Spada si lascia catturare dai partigiani.
Il film termina con un finto filmato di repertorio in cui il commissario malmenato e umiliato viene trascinato in un cortile dove giacciono i corpi di molti fascisti giustiziati. Dopo essere stato terrorizzato con una messinscena dell'esecuzione, dai partigiani che lo deridono, sembra aver capito l'inutilità del male di cui si è reso colpevole. Viene finito con una raffica di mitra.